# Enrique Margall
Enric Margall i Tauler. Baloncestista español de los años 70. Nació el 28 de agosto de 1944 en Malgrat de Mar (provincia de Barcelona), y falleció en  Menorca el 24 de octubre de 1986 a causa de un paro cardíaco, a la edad de 42 años. Medía 1,96 metros de altura y destacó jugando en la posición de ala-pívot. Era zurdo, y especialista además en defender a los mejores pívots del conjunto rival. A todo ello le añadía unas buenas aportaciones ofensivas.

## Trayectoria deportiva
Desarrolló su carrera profesional en el Club Joventut de Badalona, en el que jugó once temporadas entre 1963 y 1974. Allí coincidió, en la temporada 1972-1973, con sus dos hermanos menores Narcís y Josep María Margall, también baloncestistas profesionales.
Fue uno de los mejores jugadores españoles de los años 70. Con 16 años era ya titular en el UE Malgrat, y en 1963 fue contratado por el Club Joventut de Badalona. 
Jugó 136 partidos internacionales con la Selección de baloncesto de España. Debutó con la selección en 1964, cuando apenas contaba con 20 años de edad. Con la selección participó en la conquista de la histórica medalla de plata en el Eurobasket de Barcelona de 1973. Previamente había participado en los Juegos Mediterráneos disputados en Túnez en 1967, en dos Juegos Olímpicos (México’68 y Juegos Múnich’72) y en cinco Eurobasket consecutivos (entre 1965 y 1973). Durante esos años fue un titular fijo en el equipo que dirigía Antonio Díaz-Miguel. 
En 1974, con 30 años de edad, se vio obligado a abandonar la práctica activa del baloncesto por prescripción médica, al serle diagnosticada una enfermedad coronaria. Doce años después, en 1986, falleció a causa de una parada cardíaca.

## Palmarés
- 1 medalla de plata en el Eurobasket de Barcelona de 1973, con la Selección de baloncesto de España.
- 1 Liga española: 1967, con el Club Joventut de Badalona.
- 1 Copa de España: 1969, con el Club Joventut de Badalona.